# 富济才
富济才（Bishop Pietro Ermenegildo Focaccia, O.F.M. 1886年6月28日—1953年8月12日），天主教榆次教区主教（1931年10月15日-1953年8月12日），意大利方济各会会士。
1886年6月28日，富济才出生在意大利拉文納。1901年（14岁）入方济各会。1909年7月18日，23岁晋升神甫。赴中國传教。1932年1月16日（45岁）由教廷任命为天主教榆次监牧区宗座监牧。1944年3月9日（57岁），升为榆次代牧区宗座代牧，领Antiphrae 主教衔 。同年4月30日，由太原李路加主教、朔县俞廣仁主教祝圣 。1946年4月11日，罗马教廷建立中国圣统制，富济才任天主教榆次教区主教。
1953年8月12日，富济才主教去世，年67岁。